# Nathanael Alfving
Nathanael Alfving, född 2 januari 1707 i Björkebergs socken, Östergötlands län, död där 16 augusti 1762, var en svensk präst.

## Biografi
Nathanael Alfving föddes 2 januari 1707 i Björkebergs socken. Han var son till kyrkoherden Canutus Alfving och Rebecca Andersdotter Gelsenius. Alfving studerade i Linköping och blev 1728 student vid Uppsala universitet. Han blev 1735 filosofie kandidat och prästvigdes 15 december 1736. Alfving blev 1737 kollega i Linköping och 1738 komminister i Sankt Olofs församling, Norrköping. Han blev 1746 kyrkoherde i Björkebergs församling. Han avled 16 augusti 1762 i Björkebergs socken.

### Familj
Alfving gift sig 14 juni 1738 med Margareta Eriksson (1714–1767). Hon var dotter till kyrkoherden Petrus Eriksson och Anna Elisabeth Aschanius i Östra Ryds församling. De fick tillsammans barnen Pehr Johan (1739–1810), Anna Rebecca (1740–1808), Margareta Elisabeth (1742–1749), Canutus (1744–1749), Carolus (1747–1750), Nicolaus (1748–1749), Margareta (född 1750), Helena Maria (född 1752), Hedvig Christina (1754–1818) och Nathanael (1755–1756).